# トヨタ・TF109
トヨタTF109は、トヨタが2009年のF1世界選手権参戦用に開発したフォーミュラ1カー。シャーシ部門シニア・ゼネラル・マネージャーのパスカル・バセロンがリーダーとなって設計し、2009年の開幕戦から最終戦まで実戦投入された。
また、2011年にはブリヂストンに代わりF1の単独タイヤサプライヤーとなるピレリのテストカーとしても使用されていた。

## 概要

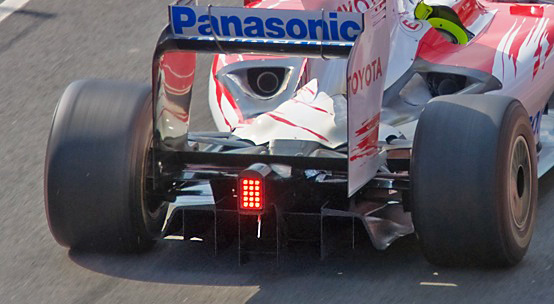
TF109のマルチディフューザー

2009年1月20日にポルトガルのアルガルヴェ・サーキットでシェイクダウンされた。
空力関連のレギュレーション変更に対応して、外観は前年のTF108とはまったく違ったデザインに変更された。フロントノーズ先端は2009年の新車の中でも相当高い位置にあり、フロントウィングとの隙間を大きく開けることで後方へきれいな空気を流すことができる。ノーズは細く短く、ウィングステーが先端から前方に突き出す形でフロントウィングを吊り下げている。
フロントウイングは、翼端部が若干持ち上がる以外は直線的なエレメントが2枚のコンベンショナルなデザイン。翼端板はタイヤとの空気流の干渉を意識してか、上部が外側に向かって曲げられている。シェイクダウン後には、この部分にフェラーリの新車であるF60のような2段式エレメントが装着された。
サイドポンツーン先端には小形のフィンが装着され、バージボードも小形ながら継続されている。サイドポンツーン下部はさらに絞り込まれ、空力向上に寄与する。発表時のマシンはシャークフィンが廃止されていたが、シェイクダウンではTF108と同じシャークフィンが装着されていた。また、上方排気のためのカバーも完全になくなり、エギゾーストパイプの末端部分が外部から少し見えるのみである。
リヤウイングのデザインはTF108を踏襲している。翼端板後方の縁の独特の曲線も継承された。シーズン中盤からサイドの翼端板下方端に吊り下げ式のスリット状空力パーツを採用している。このパーツは2009年当時はこの車両のみが採用していたが、2011年シーズンにマクラーレンがMP4-26で採用し、その後レッドブルやフェラーリなども採用する等、登場から2年を経て2011年のトレンドとなった。
ディフューザーはブラウンGP、ウィリアムズと共に開幕戦から複層式（マルチディフューザー）を投入した。初期型は3層構造だったが、のちに2層構造に改良された。また、レギュレーションの隙を見つけて後部衝撃吸収構造の下にフィンを追加し、センターセクションの延長を狙った。
前後ホイールともにリムシールド（ホイールキャップ）が取り付けられている。リヤのホイールキャップは2006年にフェラーリが248F1で実戦投入したが、このときのものとは違い、リヤにはタービンのように細かなスリットが刻まれたものを、フロントにはフェラーリがF2007で実戦投入した無回転タイプが装着されている。
KERSはマニエッティ・マレリとの共同開発したものを搭載する予定だが、開発が遅れているため、開幕戦から何戦かは搭載されない予定。その理由についてバセロンは、「我々はTF109の全体的なパッケージのパフォーマンスを考慮する事になった。（今の段階で）KERSを車に搭載した時、重量配分については殆どままならない状態になる。」と述べている。最終的に、シーズンを通じてKERSは搭載されなかった。

## 2009年シーズン

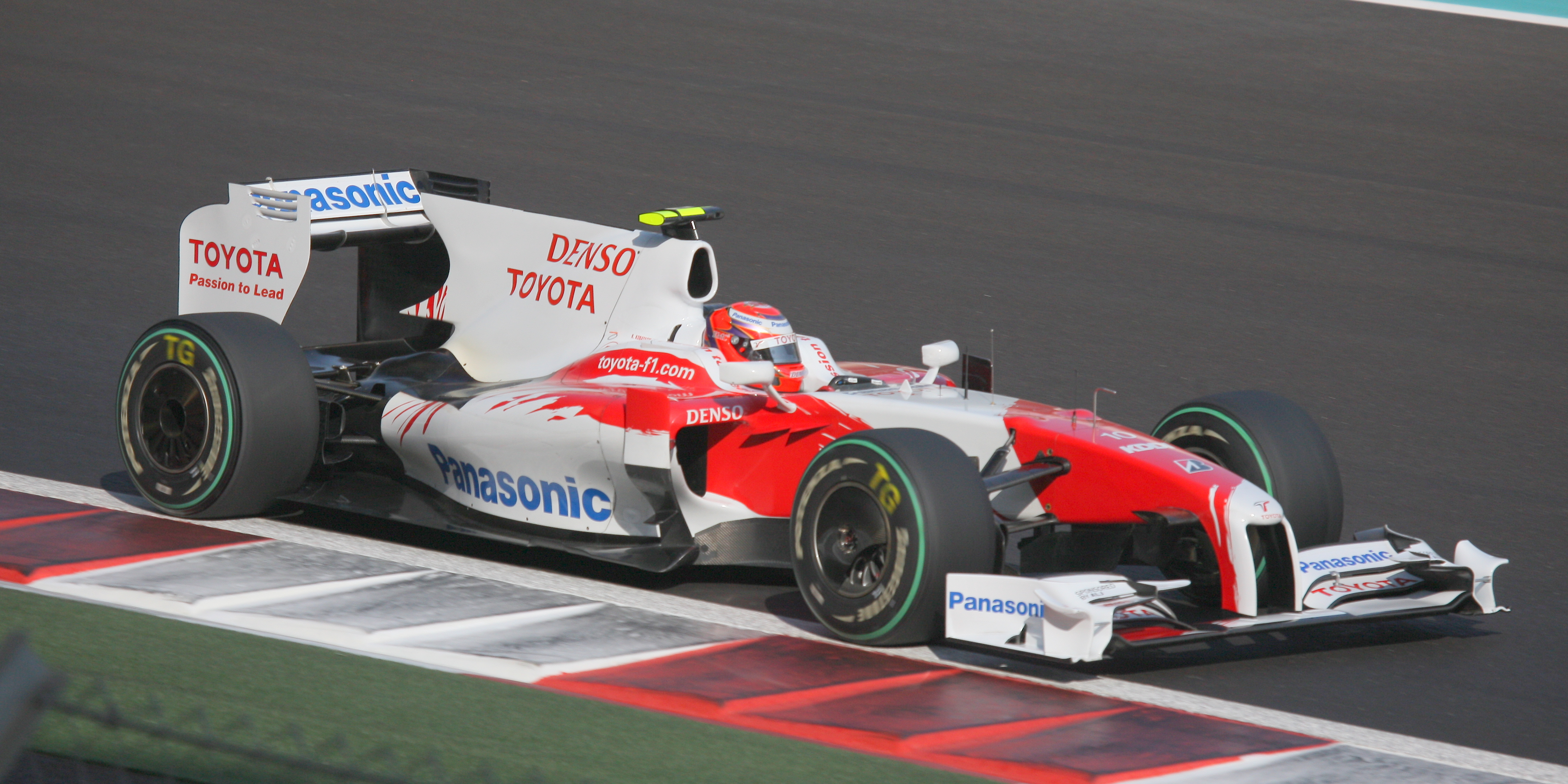
小林可夢偉がドライブするTF109（最終戦アブダビGP）

開幕戦オーストラリアGPはリアウィングの規定違反で予選記録を抹消されたが、決勝では3・4位を獲得。第4戦バーレーンGPではチーム初の予選フロントロー独占を果たしたが、レース戦略の失敗もあって初優勝は叶わなかった。
第6戦モナコGPではサスペンションセッティングが見つからず、予選最後尾に低迷。中盤戦以降は開発ペースが遅れて低迷が続いた。
第14戦シンガポールGPから改良型サスペンションを投入し、2戦連続2位と復調した。ティモ・グロックは負傷により日本GP以降を欠場し、残り2戦はTDP出身の小林可夢偉が出場。最終戦アブダビGPはダブル入賞でシーズンを締めくくった。
2009年11月4日のトヨタF1撤退発表により、グランプリ本番を走ったトヨタF1マシンとして、TF109は最後のマシンとなった。TMG内では参戦継続を前提として「ワンテン」などと呼ばれるTF110が開発された。

## スペック

### シャーシ
- シャーシ名 TF109
- シャーシ構造 カーボンファイバー/ハニカム構造モノコック
- 全長 4,636mm
- 全幅 1,800mm
- 全高 950mm
- ブレーキキャリパー ブレンボ
- ブレーキディスク・パッド ヒトコ
- サスペンション 前後ダブルウィッシュボーン
- ダンパー ペンスキー
- ホイール BBS
- タイヤ ブリヂストン
- ギアボックス 7速＋リバース1速セミオートマチック/カーボンファイバー製ケーシング
- KERS トヨタ・マニエッティ・マレリ共同開発
- エレクトロニクス トヨタ、マニエッティ・マレリ、MES-マイクロソフト スタンダードECU
- ステアリング トヨタ製パワーステアリング及びトヨタ製カーボンファイバー・ステアリング・ホイール、トヨタ／マニエッティ・マレリ表示板
- ドライバーシート ドライバー体型成型カーボンファイバー製
- シートベルト タカタ
- HANS Hubbard-Downing
- 燃料タンク ATL安全タンク（容量：約140L[4]）
- 重量 605kg

### エンジン
- エンジン名 RVX-09
- 気筒数・角度 V型8気筒・90度
- 排気量 2,398cc
- 最高回転数 18,000rpm（レギュレーションで規定）
- 最大馬力 約740馬力
- バルブ駆動 圧搾空気式
- スロットル駆動 油圧式
- スパークプラグ デンソー
- 燃料 エッソ
- 潤滑油 エッソ

## シャーシナンバー一覧

### 2009年
| No. | ドライバー | 1   | 2   | 3   | 4   | 5   | 6   | 7   | 8   | 9   | 10  | 11  | 12  | 13  | 14  | 15  | 16  | 17  |
| No. | ドライバー | AUS | MAL | CHN | BHR | ESP | MON | TUR | GBR | GER | HUN | EUR | BEL | ITA | SIN | JPN | BRA | ABU |
| --- | ---------- | --- | --- | --- | --- | --- | --- | --- | --- | --- | --- | --- | --- | --- | --- | --- | --- | --- |
| 9   | トゥルーリ | 4   | 4   | 4   | 6   | 6   | 6   | 6   | 6   | 6   | 6   | 6   | 6   | 6   | 6   | 6   | 6   | 6   |
| 10  | グロック   | 3   | 5   | 5   | 5   | 5   | 5   | 5   | 5   | 5   | 5   | 5   | 5   | 5   | 5   | 5   |     |     |
| 10  | 小林       |     |     |     |     |     |     |     |     |     |     |     |     |     |     |     | 5   | 5   |

## 結果
| 年   | No. | ドライバー | 1   | 2   | 3   | 4   | 5   | 6   | 7   | 8   | 9   | 10  | 11  | 12  | 13  | 14  | 15  | 16  | 17  | ポイント | ランキング |
| 年   | No. | ドライバー | AUS | MAL | CHN | BHR | ESP | MON | TUR | GBR | GER | HUN | EUR | BEL | ITA | SIN | JPN | BRA | ABU | ポイント | ランキング |
| ---- | --- | ---------- | --- | --- | --- | --- | --- | --- | --- | --- | --- | --- | --- | --- | --- | --- | --- | --- | --- | -------- | ---------- |
| 2009 | 9   | トゥルーリ | 3   | 4   | Ret | 3   | Ret | 13  | 4   | 7   | 17  | 8   | 13  | Ret | 14  | 12  | 2   | Ret | 7   | 59.5     | 5位        |
| 2009 | 10  | グロック   | 4   | 3   | 7   | 7   | 10  | 10  | 8   | 9   | 9   | 6   | 14  | 10  | 11  | 2   | DNS | INJ | INJ | 59.5     | 5位        |
| 2009 | 10  | 小林       |     |     |     |     |     |     |     |     |     |     |     |     |     |     |     | 9   | 6   | 59.5     | 5位        |

- 太字はポールポジション、斜字はファステストラップ。(key)
- 第2戦マレーシアGPは雨天で赤旗中断となり規定周回数の75％を満たさなかったため獲得ポイントは半分となる。

## ピレリテストカー
2011年からブリヂストンに代わってF1の公式タイヤサプライヤーとなるピレリは、2010年8月17日-8月18日にムジェロ・サーキットで行われたテストを皮切りに、タイヤテストのためにTF109を使用している。ドライバーには当初ニック・ハイドフェルドが就任していたが、第15戦シンガポールGP以降ハイドフェルドがBMWザウバーのドライバーとして復帰した為後任としてロマン・グロージャンが起用された。現在参戦中・来季からの参戦予定のどのチームにもできるだけ早期情報入手のアドバンテージを与えないために、撤退し且つ競争力・信頼性がある程度あったTF109に白羽の矢が立った。
なおドライバーがチームに情報を持ち帰りアドバンテージを生むという疑いを抱かせないため、ハイドフェルドはテスト担当前に旧所属のメルセデスGPを離脱している。後任のグロージャンも2010年はF1チームのシートを喪失していた。
尚、2012年からはTF109の陳腐化を理由として2010年にルノーF1が使用していたルノー・R30にテスト車両を変更している。
2020年、テストカーは新型コロナウイルスに対応する基金のためのチャリティオークションにかけられた。